# Pequeña Lima
La Pequeña Lima es la denominación que le dan los inmigrantes peruanos, e informalmente algunos transeúntes del centro de Santiago, a un sector ubicado a un costado de la Plaza de Armas de Santiago, por calle Catedral. Es utilizado desde la década de 1990 por comerciantes y público en general —mayoritariamente, inmigrantes de origen peruano y minoritariamente de otras nacionalidades—. En las calles de esta área, grupos de peruanos suelen juntarse para realizar múltiples actividades, que van desde comer y vender comida peruana hasta buscar trabajo.

## Características

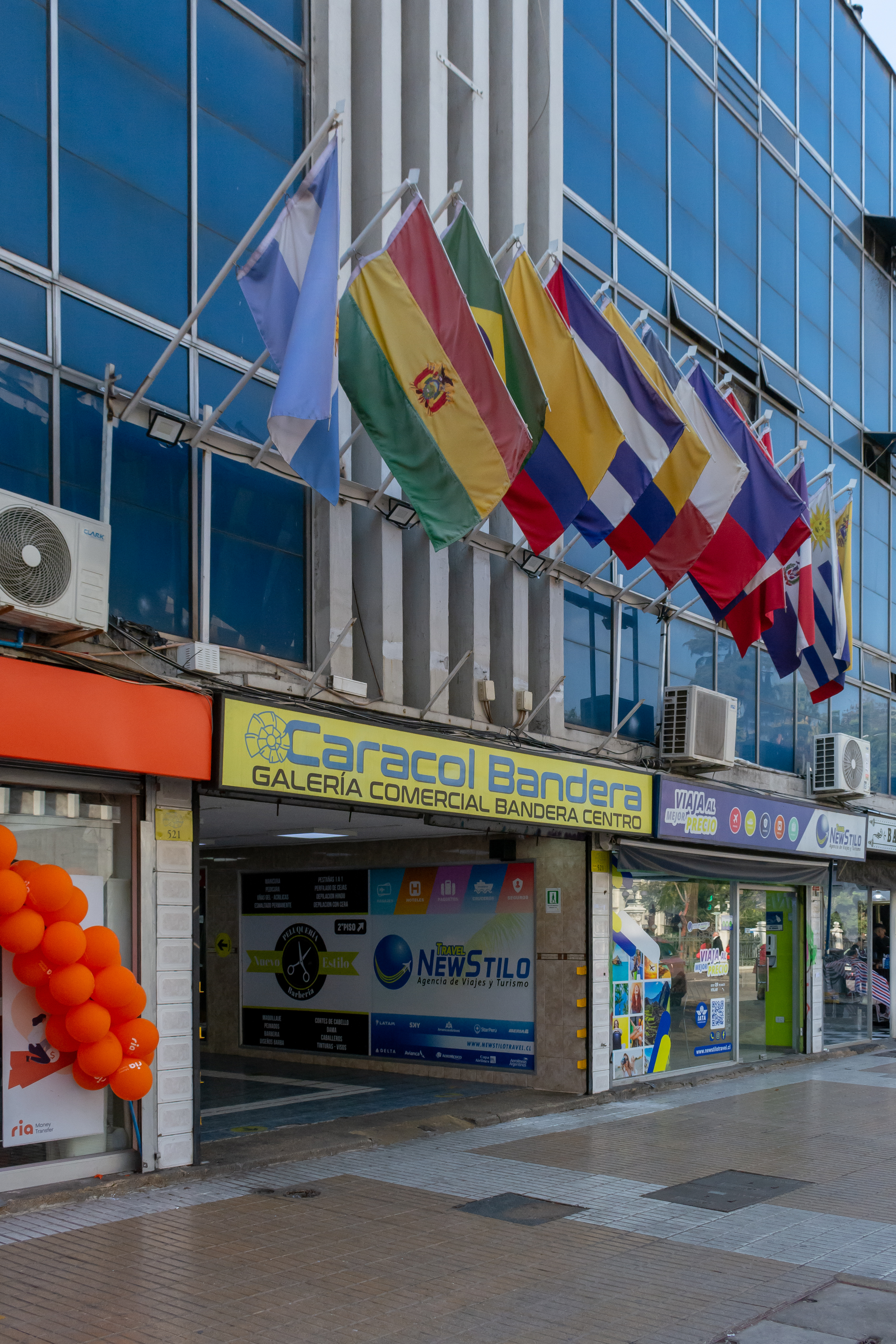
Caracol Bandera, galería comercial ubicada en la Pequeña Lima.

El sector, de carácter más comercial que residencial, está delimitado por las calles Puente al este, Santo Domingo al norte, calle Bandera al oeste y Catedral al sur. Era una zona algo decadente comercialmente antes de ser ocupada por el comercio de productos peruanos, servicios de envíos de remesas, locales de telefonía de larga distancia y cibercafés.
El sector se ha convertido en punto de encuentro de la comunidad peruana residente en Santiago de Chile, albergando tanto actividades productivas como expresiones culturales, artísticas y religiosas, como por ejemplo la celebración del Señor de los Milagros.